# Зенит-АМ
«Зени́т-АМ» и «Зени́т-АМ2» — малоформатные однообъективные зеркальные фотоаппараты семейства «Зенит» с заобъективным светоизмерением и однопрограммной экспозиционной автоматикой, выпускавшиеся на Красногорском механическом заводе.
Дальнейшее развитие фотоаппарата «Зенит-Автомат». Основное отличие — фокальный затвор с матерчатыми шторками заменён на ламельный ФЗЛ-84 с вертикальным ходом металлических шторок. Затвор нового типа позволил вести съёмку с заполняющей фотовспышкой при дневном свете за счёт выдержки синхронизации 1/125 секунды вместо 1/30.

## История
- «Зенит-АМ» — в 1988—1999 году выпущено 11 802 экземпляра.
- «Зенит-АМ2» — фотоаппарат «Зенит-АМ» без электронного автоспуска. В 1992-1997 году выпущено 27 240 экземпляров.[3]
- «Зенит-АМ3» — модификация фотоаппарата «Зенит-АМ2», серийно не выпускался. В 1993-1994 году выпущено 13 штук.

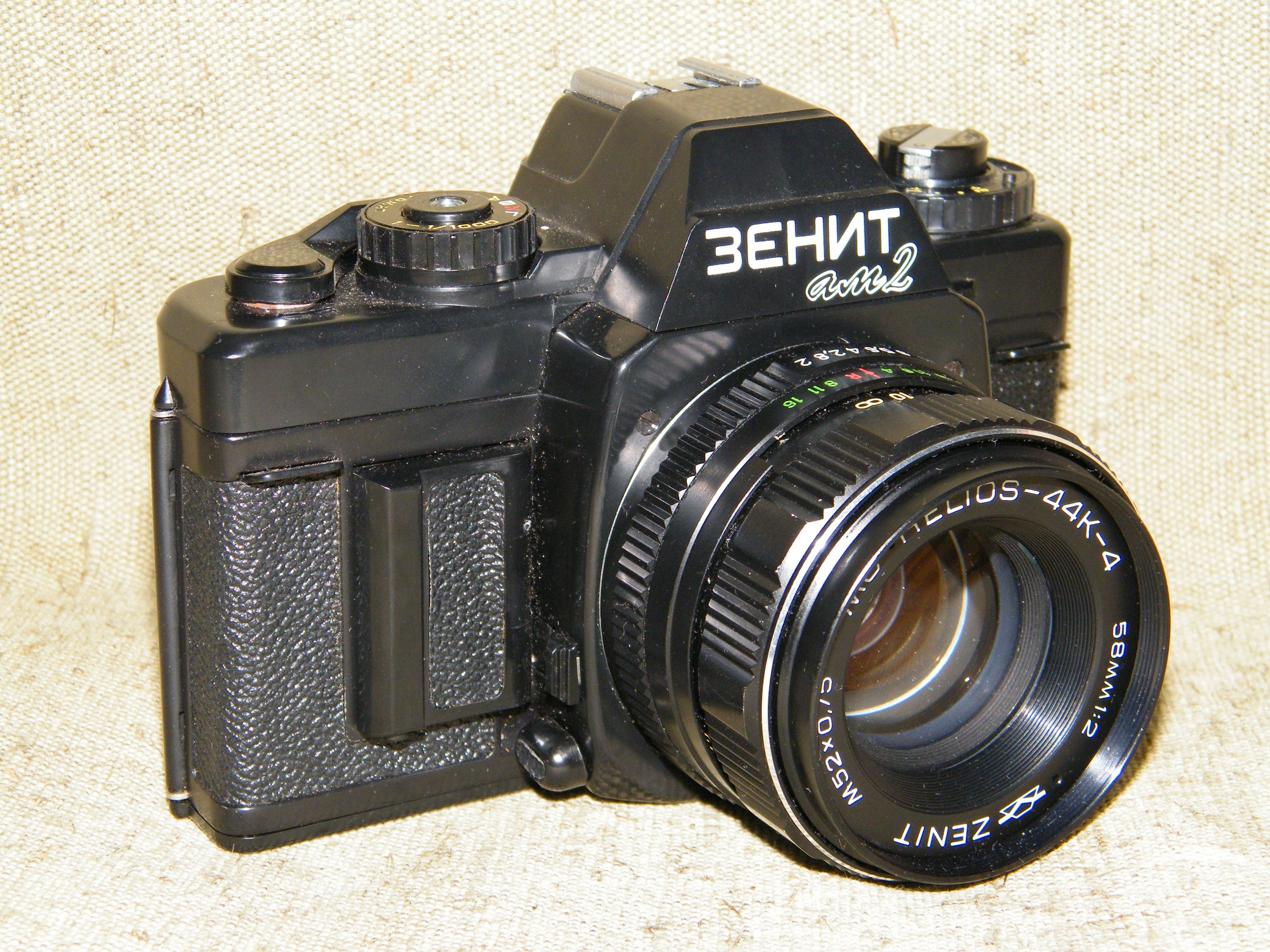
«Зенит-АМ2»

## Технические характеристики
- Тип применяемого фотоматериала — 35-мм перфорированная киноплёнка шириной 35 мм (фотоплёнка типа 135) в стандартных кассетах. Размер кадра — 24×36 мм.
- Корпус — литой из алюминиевого сплава, с открывающейся задней стенкой, скрытый замок.
- Курковый взвод затвора и перемотки плёнки. Курок имеет два положения — транспортное и рабочее. Обратная перемотка рулеточного типа. Счётчик кадров самосбрасывающийся при открывании задней стенки.
- Фокальный затвор с электронным управлением, с вертикальным движением металлических ламелей. Выдержки затвора — от 1 до 1/1000 с и «B».
- Выдержка синхронизации с электронной фотовспышкой — 1/125 с. При отсутствии источников питания затвор отрабатывает выдержку 1/125 с и «В».
- Центральный синхроконтакт и кабельный синхроконтакт «Х».
- Тип крепления объектива — байонет К.
- Штатный объектив (с «прыгающей» диафрагмой): «MC Гелиос-44K-4» 2/58 или «MC Гелиос-77K-4» 2/50.
- Репетир диафрагмы.
- Фотоаппараты «Зенит-АМ» и «Зенит-АМ2» комплектовались адаптером для крепления объективов с резьбовым соединением М42×1/45,5.
- Фокусировочный экран — линза Френеля с матовым кольцом и микрорастром, клинья Додена в центре. Недокументированная функция — возможность замены фокусировочного экрана (сменные экраны не выпускались). Поле зрения видоискателя 23×35 мм.
- «Зенит-АМ» и «Зенит-АМ2» — автоматы с приоритетом диафрагмы. TTL-экспонометрическое устройство (заобъективная экспонометрия) с сернисто-кадмиевыми (CdS) фоторезисторами. При установленной светочувствительности фотоплёнки и диафрагме выдержка устанавливается автоматически. Светоизмерение на открытой диафрагме. Светодиодная индикация о работе экспонометрического устройства в поле зрения видоискателя. Свечение верхнего светодиода информирует о выдержке короче 1/1000 с, нижнего — выдержка длиннее 1/30 с. Попеременное мигание двух светодиодов информирует о выдержке в диапазоне от 1/1000 до 1/30 с. При применении светофильтров автоматически вносятся поправки на их плотность.
- Экспопамять включается неполным нажатием спусковой кнопки, затем проводится кадрирование и собственно съёмка.
- Диапазон светочувствительности фотоплёнки 25—1600 ед. ГОСТ. Диск установки светочувствительности совмещён с головкой экспокоррекции (± 2 ступени).
- Диск режимов фотоаппарата позволяет устанавливать режимы: L — блокировка спусковой кнопки; В — выдержка от руки; Х — выдержка синхронизации 1/125 с; А — съёмка в автоматическом режиме.
- Источник питания фотоаппарата — четыре элемента РЦ-53 (РХ-625) или батарея РХ-28 (6 вольт). Аппарат комплектовался выносным батарейным блоком питания (работа при низкой температуре окружающей среды).
- Электрический разъём дистанционного спуска затвора, для корректной работы экспонометрического устройства при использовании дистанционного спуска окуляр видоискателя необходимо закрывать заслонкой.
- Электронный автоспуск со светодиодной индикацией.
- На фотоаппарате установлено центральное штативное гнездо с резьбой 1/4 дюйма.

«Зенит-АМ»
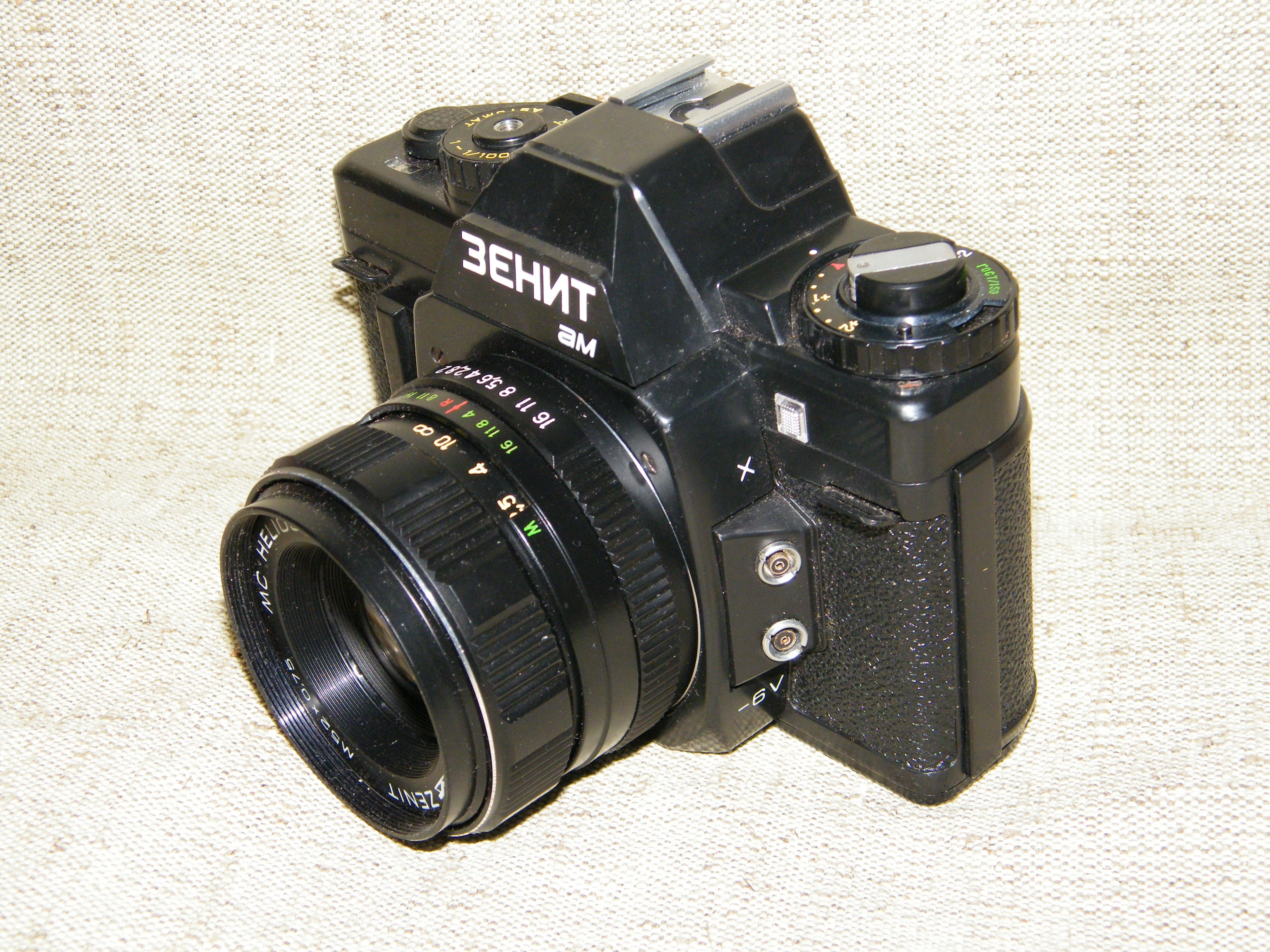
Кабельный синхроконтакт и разъём внешнего источника питания. Над ними — индикатор автоспуска.
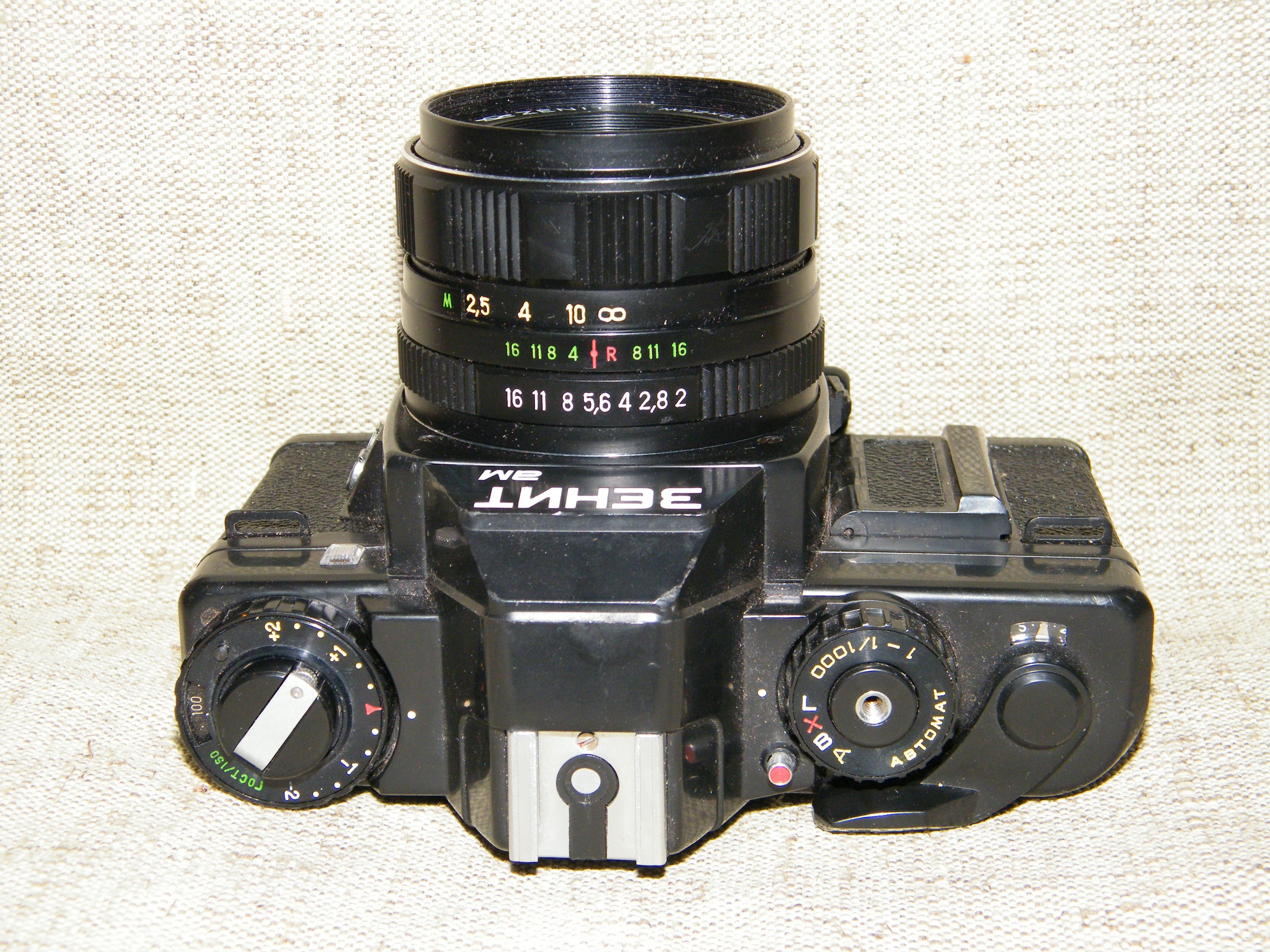
Верхняя панель
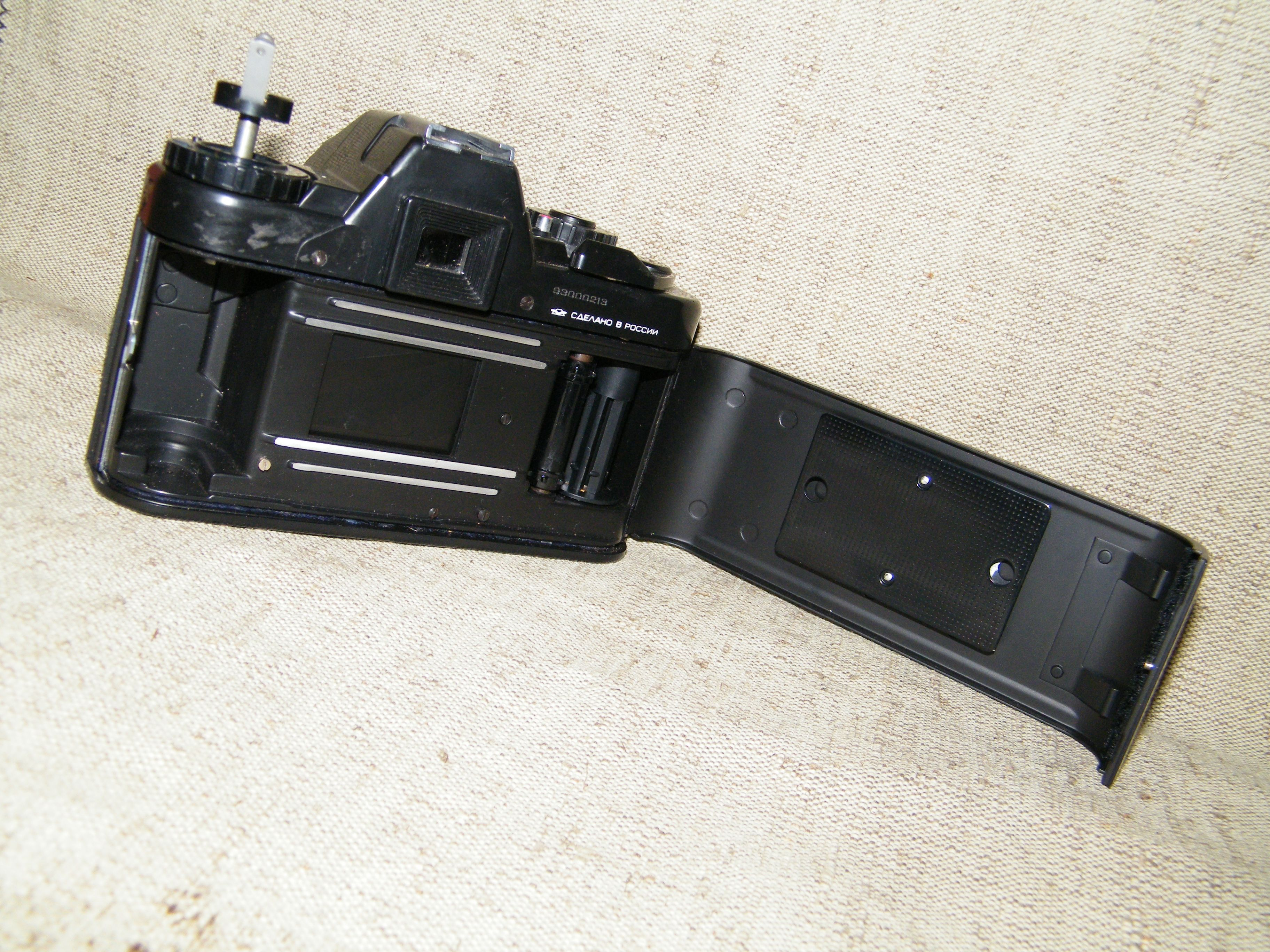
Задняя стенка открыта.
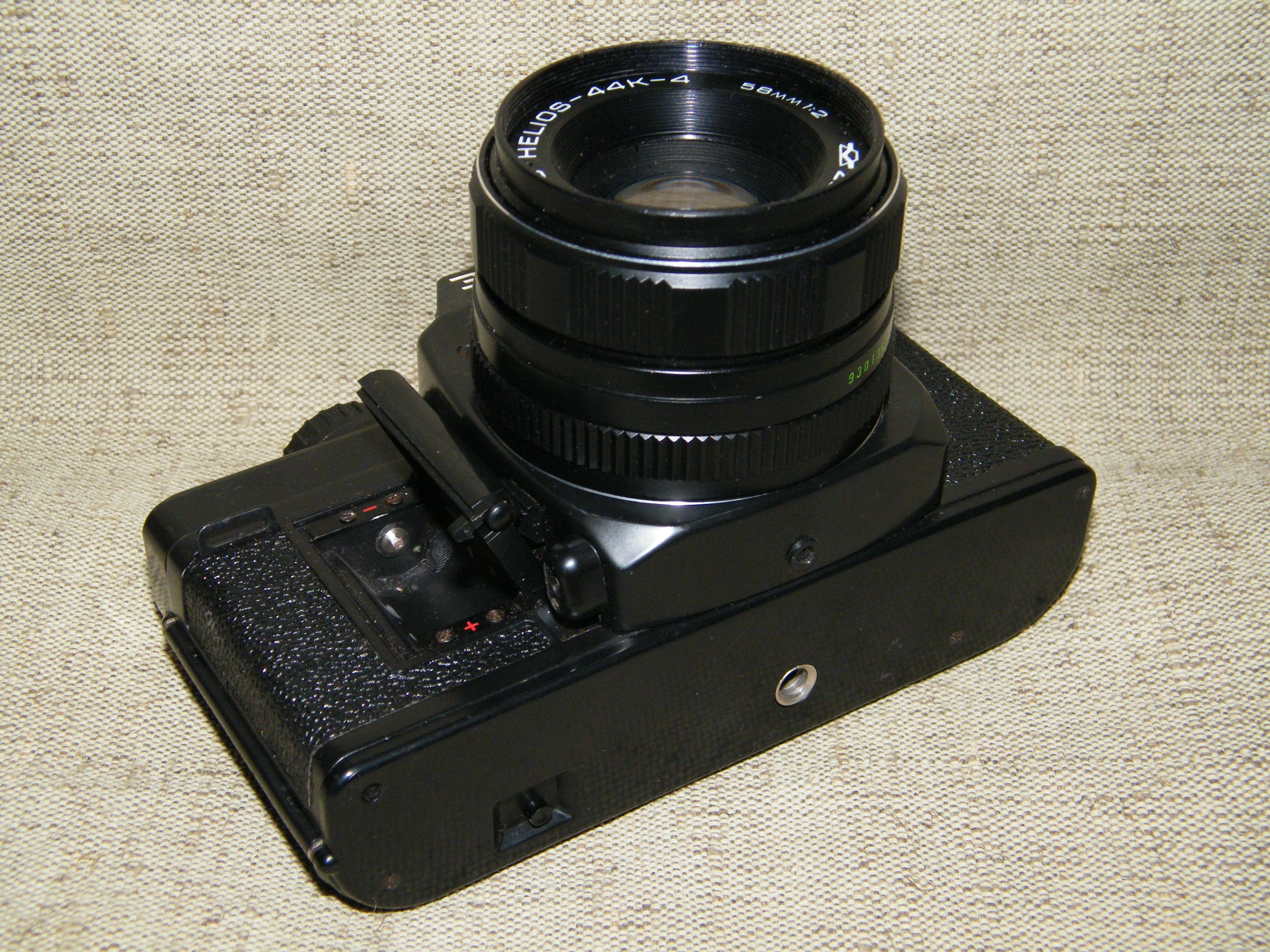
Батарейный отсек открыт.